# Metabibliografia
Una metabibliografia, detta anche biblio-bibliografia, è una bibliografia di bibliografie.
Mentre le bibliografie servono a trovare documenti pertinenti, le metabibliografie servono a trovare le bibliografie in cui si possono trovare documenti su un dato tema. 
Le metabibliografie sono utili per creare raccolte di riferimento, ma di solito sono meno interessanti per l'utente medio, che si affida a bibliografie selezionate da altri.

## Esempi
- Balay, R. (Ed.). (1996). Guide to reference books. 11th ed. Chicago: American Library Association. Poi divenuto un servizio online: Guide to reference (2008–).
- Besterman, T. A. (1965–1966). A world bibliography of bibliographies and of bibliographical catalogues, calendars, abstracts, digests, indexes and the like. 4. Ed. Vol. 1–5. Totowa.
- Bibliographic index. A cumulative bibliography of bibliographies. New York : Wilson, 1938–2011. Vol. 1–. (terminato). Accesso al sito http://www.hwwilson.com/Databases/biblio.htm
- Carroll, B. A.; Fink, C. F. & Mohraz, J. E. (a cura di). (1983). Peace and war. A guide to bibliographies. Santa Barbara, Calif. : ABC-Clio. (War/peace bibliography series. #16 ).
- "Dialindex" (File 411). Dialog. (v. http://library.dialog.com/bluesheets/html/bl0411.html)Archiviato+il+15+ottobre+2008+in+Internet+Archive.).
- Gale Directory of online, portable, and internet databases. (v. dialog.com/bluesheets/html/bl0230.html).
- Lester, R. (a cura di). (2005–). The New Walford Guide to reference resources. Vol. 1–3. (Vol. 1, 2005: Science, Technology and Medicine. Vol. 2, 2007: The Social Sciences; Vol. 3, 2013: The Arts: Visual Arts, Music, Language and Literature. (1a ed.ne pubblicata nel 1959).
- Malcles, Louise Noelle (1950). Les sources du travail bibliographique. Geneva: E. Droz. 3 voll. in 4: tome 1. Bibliographies generales; tome 2. Bibliographies specialisees; sciences humaines (2 voll.); tome 3. Bibliographies specialisees; sciences exactes et techniques.
- Totok, W. & Weitzel, R. (a cura di). (1984–1985). Handbuch der bibliographischen Nachschlagewerke. Hrsg. v. Hans-Jürgen und Dagmar Kernchen. 6., erw., völlig neu bearb. Aufl. Frankfurt a.M. : Klostermann. (2 voll.).
- Webb, W. H. et al. (a cura di). (1986). Sources of information in the social sciences. A Guide to the literature. 3. ed. Chicago : American Library Association.

| Controllo di autorità | LCCN (EN) sh98002326 · BNF (FR) cb11931665z (data) · J9U (EN, HE) 987007563605705171 |